# Hi-5 Australia
Hi-5 Australia fue la primera versión de la serie Hi-5 que se estrenó en 1999. Fue creada por Helena Harris (la misma de Bananas en Pijamas) y coproducida por Posie Graeme-Evans.
Los jóvenes presentadores cantan, bailan, enseñan y hacen diferentes sonidos, además de contar historias. Con un lenguaje dirigido a los niños, además de atraer, contribuye al desarrollo mental y físico. Hi-5 es conocido como un "grupo infantil de pop" en Australia. Cada año, hay 9 temas diferentes, con excepción de la sexta temporada (donde hubo sólo 6).
Helena Harris y la coproductora Posie Graeme Evans decidieron que el nuevo programa sería destinado a los niños de 2 a 7 años, incluiría las tendencias educativas (como juegos y diversión), y la presentación de canciones y movimientos que puedan atraer la atención al público. La serie tendría como objetivo satisfacer niños con habilidades cognitivas y estilos de aprendizaje. Con el desarrollo de la audiencia, los expertos trabajan con los escritores de cada episodio. En cada serie, se construye en torno a un tema tan simple como colores, música, letras o números. Se divide en segmentos que enseñan los caminos de un concepto diferente. La música es considerada como el método de conexión de todos los segmentos del programa.
En 2009, la serie fue renovada por cinco años más para Nine Network. Hi-5 no produjo una temporada con nuevas canciones desde 2011, y en junio de 2012, la empresa malaya llamada Asiasons Group compró los créditos de la franquicia producida por Kids Like Us, Southern Star y la red de TV australiana Nine Network. Sin embargo, la temporada 14 se pospuso para el año 2014 por el cambio de producción.Y a su vez fue llamada la última temporada en Malasia por el canal Disney Junior desde 2012 que se grabó en idioma malayo (únicamente los diálogos, las canciones y songlets en inglés) . El grupo ha sufrido reformulaciones en la actual generación desde 2012, como se muestra en el filme Hi-5: Some Kind of Wonderful donde se muestra las audiciones de los miembros actuales. La producción dijo que la nueva temporada se llamaría  Hi-5 House, que se filmó en Singapur.
Nine network en 2016 volvió a comprar los derechos de Hi-5, retomando Hi-5 Australia y volviendo a ser producido con una nueva temporada el próximo año con un nuevo casting.

## Historia de Hi-5

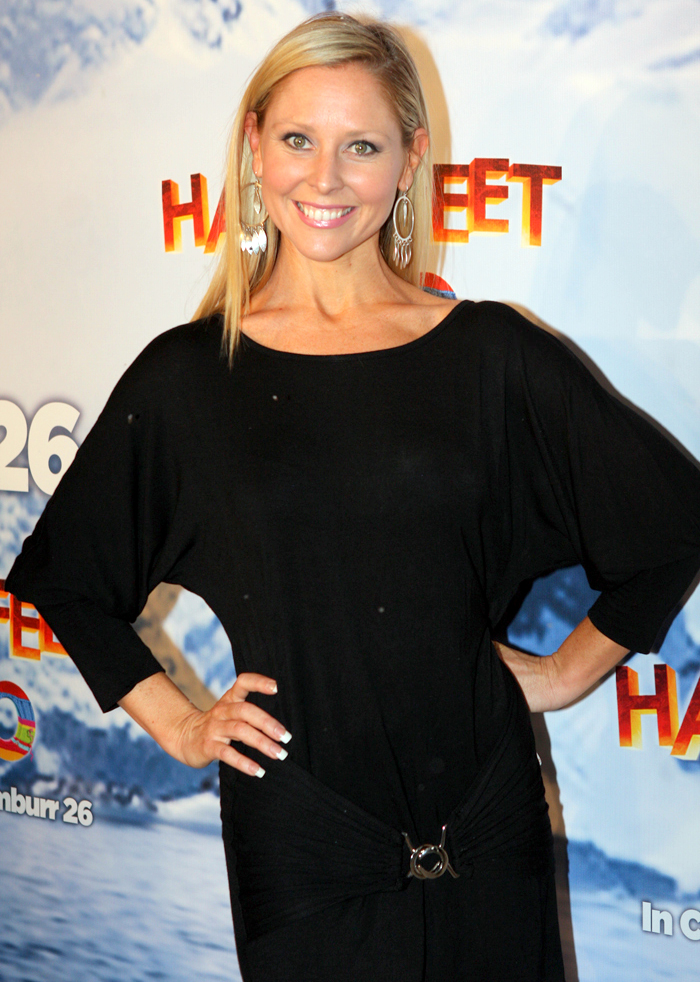
Charli Robinson fue una de las primeras integrantes de la serie

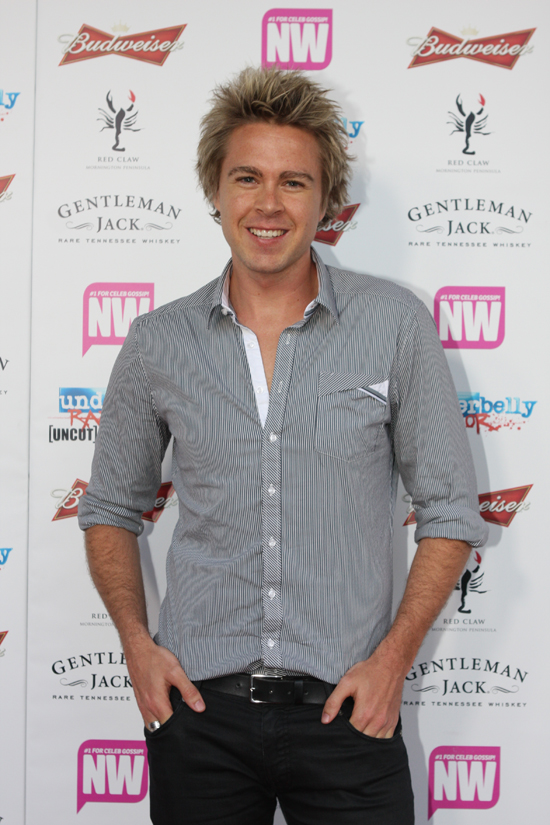
Stevie Nicholson

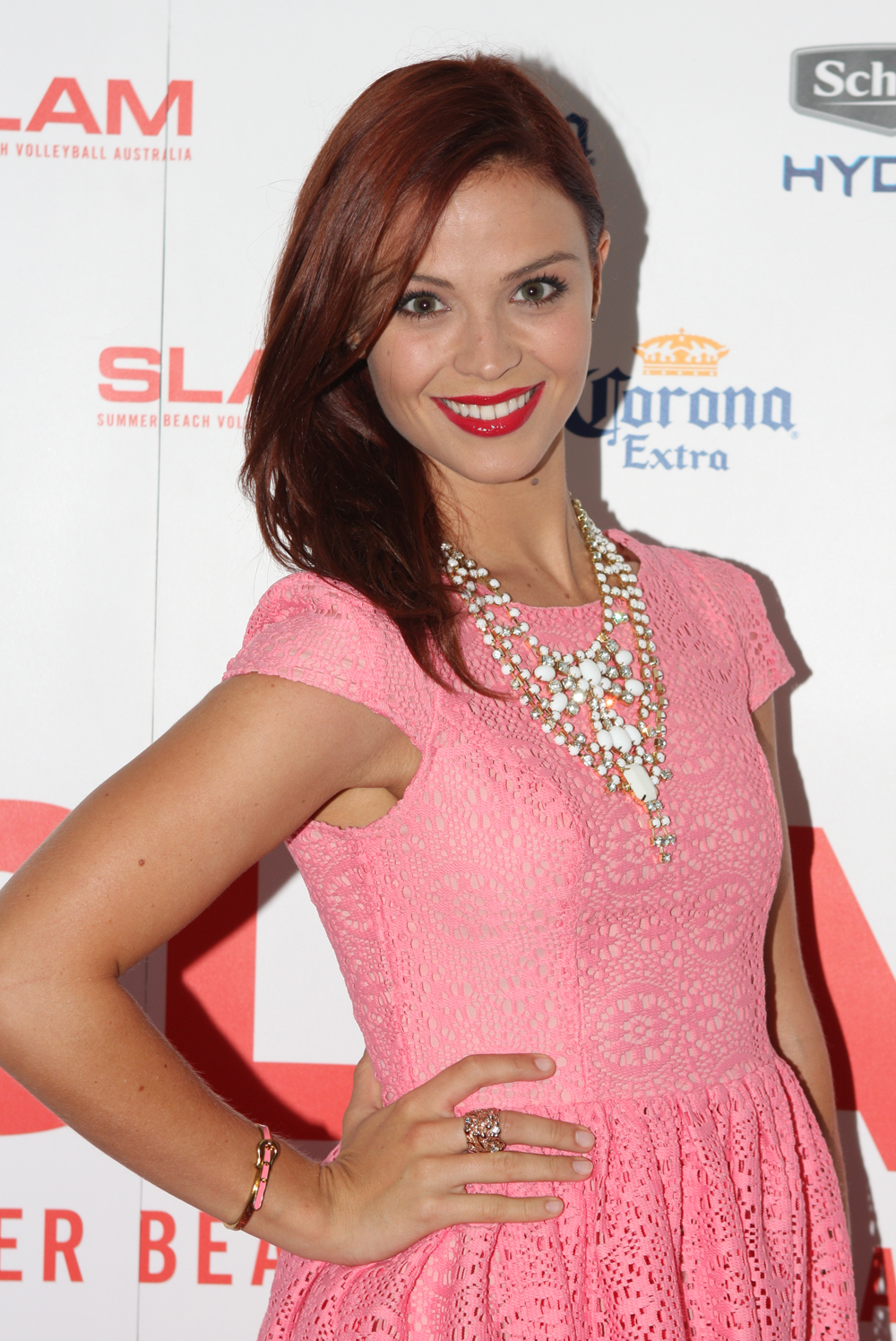
Lauren Brant

El formato original fue creado en el año 1998, donde se contrató a 5 adolescentes australianos para ser los presentadores de dicha serie, la cual fue presentada en televisión en abril de 1999. La primera generación intitulada "Hi-5 1999", creada y producida por Helena Harris, quien estuvo como productora hasta 2007 ya que en 2008 viajó a Inglaterra para producir el remake británico de la serie llamado Hi-5 UK (2008-2011), por lo que el coproductor Noel Price asumió la producción desde 2008.
2008 fue el último año de la versión original de los 3 miembros que más duraron, que fueron Kellie Crawford, Nathan Foley y Charli Robinson, pero esta última fue reemplazada el mismo año por Casey Burgess entrando en la gira con el rol de Body Moves. La gira fue llamada Playtime!.
La segunda generación estuvo desde la renovación del elenco en la serie en 2009 hasta 2011. La temporada 14, que supuestamente se estrenaría en 2012 nunca la lanzaron, sino hasta 2013, debido a que la vendieron a la compañía malaya Asiasons Group que pagó más de 25 millones de dólares, siendo la verdadera razón de no tener planeado una temporada por la nueva producción, siendo el final de la serie, por el vencimiento del contrato como de los productores de la versión de 2009. Esta versión, al igual que la versión de 2009, fueron transmitidas en Latinoamérica por el canal Discovery Kids.
Con las reformulaciones en busca de los tres nuevos integrantes, la franquicia fue renovada en 2013. A partir de la nueva serie, entre otras novedades, fue filmada en los estudios en Singapur por razones de la nueva producción (Asiasons)  y llevaba el nombre de "Hi-5 House" (o en español "Casa Hi-5"), esto lo dijo la productora ejecutiva Julie Green en una entrevista con Asia TV Plus. También en esta serie habría un segmento individual de Chini llamado "The Chatterbox" (en español La Casa de Chini) y que estaría en compañía de tres nuevos personajes: Tinka, Horacio y Aristóteles.

### Hi-5 Australia 1999
- Episodios: 435 (45 por temporada, menos en la temporada 6 que tuvo 30 episodios)
- Especiales: 26 DVD + 1 especial de Navidad en DVD (2003) + 3 especiales Dance Hits (2005)
- Temporadas: 10
- Período: 1999-2008
- Integrantes:
  - Kellie Crawford (1998-2008)
  - Nathan Foley (1998-2008)
  - Charli Robinson (1998-2008)
  - Kathleen deLeon  (1999-2007)
  - Tim Harding (1999-2007)
  - Sun Park (2006-2008)
  - Stevie Nicholson (2007-2015).
- Exhibición en Latinoamérica: Permanece imprevisto.
- Directora: Helena Harris (vice Noel Price) (1998-2007); Noel Price  (2008)
- Productoras: Kids Like Us (actual Southern Star) y Nine Network

### Hi-5 Australia 2009
- Episodios: 135 (45 por temporada)
- Especiales: 10 lanzados en DVD (dos de ellos, no exhibidos en Discovery Kids: Especial de Navidad y Nuestra Casa)
- Temporadas: 3
- Período: 2009-2011
- Integrantes:
  - Stevie Nicholson (2007-2015)
  - Casey Burgess (2008-2013)
  - Lauren Brant (2009-2014)
  - Tim Maddren (2009-2013)
  - Fely Irvine (2009-2011)
- Exhibición en Latinoamérica: 2009-2016, en el canal Discovery Kids.
- Director: Noel Price, Ian Munro, Jonathan Geraghty e Mandy Smith
- Productoras: Southern Star y Nine Network

### Hi-5 House v.2013
- Episodios: 75 (25 por temporada)
- Especiales: 3 (T14 a T16)
- Temporadas: 3
- Período: 2013 - 2016
- Integrantes:
  - Stevie Nicholson (2007-2015)
  - Lauren Brant (2009-2014)
  - Mary Lascaris (2013-2016)
  - Dayen Zheng (2012-2016)
  - Ainsley Melham (2013-2016)
  - Tanika Anderson (2014-2016)

- Exhibición en Latinoamérica: 2014-2018 por la plataforma Netflix y por el canal Discovery Kids
- Dirección: Jaenani Netra, Julie Greene
- Productoras: Tremendous Entertainment Group

### Hi-5  Australia 2017
- Episodios: 25
- Especiales: -
- Temporadas: T1
- Período: 2017-2018
- Integrantes:
  - Lachie Dearing
  - Bailey Spalding
  - Courtney Clarke
  - Joe Kalou
  - Shay Clifford.

- Exhibición en Latinoamérica: Permanece imprevista
- Dirección: Julie Greene
- Productoras: Nine network

## Integrantes
Las temporadas de la primera versión de Hi-5, permanecen imprevistas en toda a América Latina debido a la transmisión de la versión americana la cual fue la primera versión mostrada por Discovery Kids, en algunas cosas las primeras 7 temporadas los miembros eran contemporáneos y la temporada 5 hizo de las 9 canciones de la temporada, 3 remakes de la primera temporada, como también fueron regrabadas algunas cosas para la temporada 13 haciendo algunas cosas inéditas. La última temporada de esta generación marcó la entrada de Stevie Nicholson, dando entrada a la siguiente versión.
La segunda generación es la versión de 2009. Esta versión se sigue viendo actualmente por Discovery Kids.
La tercera generación del elenco está formada por los integrantes que entraron de 2012 a 2016 con 2 de la segunda generación  (Lauren Brant y Stevie Nicolson, quienes ya se han retirado se la serie). La primera temporada de Hi-5 House, estreno el 4 de noviembre de 2013 por el canal Nick Jr. Australia.
| Generación  | Integrante                         | Temporadas                                                                              | Segmento                                                     |
| ----------- | ---------------------------------- | --------------------------------------------------------------------------------------- | ------------------------------------------------------------ |
| Hi-5 v.1999 | Charli Robinson                    | 10 temporadas (1999-2008)                                                               | Movimientos corporales                                       |
| Hi-5 v.1999 | Kathleen de Leon Jones             | 8 temporadas con 3 participaciones en distintos episodios de la temporada 9 (1999-2007) | Rompecabezas y patrones                                      |
| Hi-5 v.1999 | Kellie Crawford (o Kellie Hoggart) | 10 temporadas (1999-2008)                                                               | Juegos de Palabras                                           |
| Hi-5 v.1999 | Nathan Foley                       | 10 temporadas (1999-2008)                                                               | Formas Especiales                                            |
| Hi-5 v.1999 | Tim Harding                        | 9 temporadas (1999-2007)                                                                | haciendo música                                              |
| Hi-5 v.1999 | Sun Pezzimenti (o Sun Park)        | 2 temporadas (2007-2008)                                                                | Rompecabezas y patrones                                      |
| Hi-5 v.2009 | Stevie Nicholson                   | 7 temporadas (2007-2015)                                                                | Haciendo música (v.1999)/ Formas especiales(v.2009/ House)   |
| Hi-5 v.2009 | Casey Burgess                      | 3 temporadas (2008-2013)                                                                | Juegos de Palabras                                           |
| Hi-5 v.2009 | Lauren Brant                       | 4 temporadas (2009-2014)                                                                | movimientos corporales (v.2009)/ Palabras con chinni (House) |
| Hi-5 v.2009 | Fely Irvine                        | 3 temporadas (2009-2011)                                                                | Rompecabezas y patrones                                      |
| Hi-5 v.2009 | Tim Maddren                        | 3 temporadas (2009-2013)                                                                | Haciendo música                                              |
| Hi-5 House  | Ainsley Melham                     | 3 temporadas (2013-2016)                                                                | Haciendo Música                                              |
| Hi-5 House  | Dayen Zheng                        | 3 temporadas (2012-2016)                                                                | Rompecabezas y patrones                                      |
| Hi-5 House  | Mary Lascaris                      | 3 temporadas (2013-2016)                                                                | Movimientos corporales                                       |
| Hi-5 House  | Tanika Anderson                    | 2 temporadas (2014-2016)                                                                | Juegos de Palabras                                           |
| Hi-5 v.2017 | Bailey spalding                    | 1 temporada (2017)                                                                      | Movimientos corporales                                       |
| Hi-5 v.2017 | Shay Clifford                      | 1 temporada (2017)                                                                      | Rompecabezas y patrones                                      |
| Hi-5 v.2017 | Courtney Clarke                    | 1 temporada (2017)                                                                      | Juegos de Palabras                                           |
| Hi-5 v.2017 | Lachie Dearing                     | 1 temporada (2017)                                                                      | Formas Especiales                                            |
| Hi-5 v.2017 | Joe Kalou                          | 1 temporada (2017)                                                                      | haciendo música                                              |

### Otros personajes
- Chini
- Jup Jup
- Robot Tinka
- Bookworms: Aristóteles y Horacio
- Mano Manitas (solo aparece en el episodio 14 de la temporada 11, en Formas Espaciales)

## Segmentos
Los segmentos siguen siendo los mismos en Hi-5 House

### Individuales
| Segmento                | Hi-5 1999                                                 | Hi-5 2009              | Hi-5 House                                 | Hi-5 2017                                          | Personaje acompañante      |
| ----------------------- | --------------------------------------------------------- | ---------------------- | ------------------------------------------ | -------------------------------------------------- | -------------------------- |
| Formas Espaciales       | Nathan Foley(1999)                                        | Stevie Nicholson(2009) | Stevie Nicholson(2013)                     | lachie Dearing(2017)                               | -                          |
| Juegos de Palabras      | Kellie Crawford(1999)                                     | Casey Burgess(2009)    | Lauren Brant (2013) Tanika Anderson (2014) | Courtney Clarke(2017)                              | Chini (Chats o Chatterbox) |
| Movimientos Corporales  | Charli Robinson(1999)                                     | Lauren Brant(2009)     | Mary Lascaris(2013)                        | Bailey Spalding(2017)                              | -                          |
| Haciendo Música         | Tim Harding(1999) (hasta2007) Stevie Nicholson (2008)     | Tim Maddren(2009)      | Ainsley Melham(2013)                       | Joe kalou(2017)                                    |                            |
| Rompecabezas y Patrones | Kathleen de Leon Jones(1999) (hasta 2006) Sun Park (2007) | Fely Irvine(2009)      | Dayen Zheng(2012)                          | Shay Clifford(2017)                                | Jup Jup                    |
| El mundo de Chini       | -                                                         | -                      | Chini ( en inglés Chats o Chatterbox)      | Robot Tinka Bookworms (Gusanitos de la biblioteca) |                            |

### Segmentos juntos
- El dato de hoy (2008-2010) Nathan (temporada 10), Stevie y Tim II (temporadas 11 a 12) enseñan a los niños a practicar un deporte.
- Compartiendo historias (1999-presente) cuatro de los cinco integrantes de Hi-5 participan como personajes de una historia musical, mientras el otro narra la historia.
- Tema semanal (1999 presente) Cada episódio tiene un tema semanal presentado después del tema de entrada.
- Canción de la semana (1999-presente) El elenco de Hi-5 canta una canción al principio del programa y la cantan después del segmento compartiendo historias en la parte final del programa.
- Bienvenidos (o tema de entrada) (1999-presente): Este segmento es con el cual comienzan todos los episodios, y tiene un tema musical de entrada, que ha sido cantado por todas las generaciones de Hi-5 (desde la versión original hasta la actualidad en Hi-5 2017).
- Créditos finales (1999-presente): Este es el final de todos los episodios donde aparecen los créditos y forma técnica, cuya banda sonora es una versión del tema de bienvenida, también cantada por los miembros originales con excepción de la canción "Todos maravillosos son"  de la temporada 7 australiana.

### Observaciones
- Algunos segmentos poseen la participación de otros miembros de Hi-5, dependiendo de el segmento y de la producción. (*)
- Uno o más segmentos pueden no aparecer en algunos episodios, con excepción de la presentación del tema, la canción de la semana, compartiendo historias y los créditos finales, mientras los otros se alternan. Pero los personajes aparecen en absoluto (excepto los títeres), y también participan en la historia y la canción semanal. (*)
- El año del estreno de la temporada 10 hasta el final de la temporada 12 de la versión australiana se grabó la versión inglesa del programa llamada Hi-5 Uk.
- El segmento "Movimientos corporales" pueden hacerlo hasta tres veces en un episodio, debido al corto tiempo de exposición. (*)
- En algunos episodios del segmento de compartiendo historias, es narrado por Chini, mientras todos los cinco miembros participan como personajes, como en el episodio 521.(*)
- Nota: en las temporadas de Hi-5 House hay un nuevo segmento llamado el mundo de chini.

Observaciones Las curiosidades con * (asterisco) son curiosidades referentes a todas las versiones de Hi-5.

## Canciones de las semanas
Las canciones de las semanas son ejecutadas los 5 días de la semana.
1.ª Temporada (1999) Cast original (Charli, Tim, Kellie, Kathleen, Nathan)
| - Listo o no (Juegos) - You & Me (diferencias) - Dream On (sueños) | - L.O.V.E. (amor) - Grow (crecer) - Tu cuerpo moverás '(cuerpos) | - Tengo un arcoíris (colores) - Cinco Sentidos '(sentidos) - In A Different Place (tiempo, lugar) |

2.ª Temporada (2000)
| - Norte, Sur, Este y Oeste (aventuras) - Feelings (sentimientos) - Hay animales (animales) | - Special Days (días) - Mirror Mirror (soy yo) - Es una fiesta (Hogar) | - Tres deseos (deseos) - Tengo un robot (máquinas) - Sigue el ritmo (música) |

3.ª Temporada (2001)
| - Rain Rain (naturaleza) - Boom Boom Beat (estar en forma) - Opposites Attract (opuestos) | - Friends (amigos) - I Can Go Anywhere (fingir) - Buried Treasure (tesoros) | - Let's Get to Work (inventos) - I Spy (misterios) - Yo're My Number One (favoritos) |

4.ª Temporada (2002)
| - Going Out (afuera) - Celebrate (nuestro alrededor) - Give it a Go (ideas) | - Inside My Heart (dentro) - One Step Forward (hagámoslo) - E-N-E-R-G-Y (energía) | - Move It! (patrones) - Hand in Hand (trabajo en equipo) - Reach Out (Encontrar) |

5.ª Temporada (2003)
| - Come On and Party (festejar) - Dame Cinco (familia) - Build It Up (construir) | - Or World (mundo) - L.O.V.E (remake) (Felicidad) - Dream On (remake) (mágia) | - Listo o no (remake) (trabajar y jugar) - Holiday (Vacaciones) - Conmigo ven (descubrir) |

6.ª Temporada (2004)
| - Hi-5 Base to Outer Space (explorar) - I Believe in Magic (sueños y deseos) | - Do It All Again (ponte en movimiento) - How Much Do I Love Yo? (cariño) | - Feeling Fine (Sentirse bien) - Snakes and Ladders (recreo) |

7.ª Temporada (2005)
| - Un sonido haces tú (crear) - Ch-Ch-Changing (cambiar) - Héroes de acción (acción) | - Come Arond To My Place (visitar) - Home Sweet Home (Ciudad, campo) - Rainbow 'Round the World (arcoíris) | - Un gran equipo (equipos) - Todos maravillosos son (maravilloso) - Planet Disco (viajes) |

8.ª Temporada (2006)
| - Desea a una estrella (Preguntarse) - Ya llegamos? (viajar) - Have Some Fun (disfrutando) - Growing Up (crecer) - Hey What's Cooking? (crear) - Special (variedad) - Peek-a-Boo (Encontrar) | - pretende el día (Fingir) | - Share Everything With You (compartir) |

9.ª Temporada (2007) Cast original - Segunda formación (Kellie, Nathan, Tim, Sun, Charli)
| - Alrededor del mundo(mundo) - ¡Que feliz me siento hoy! (feliz) - Vamos vamos stop (comunicación) | - Tu eres increíble! (increíble) - La Máquina del Tiempo (Antes y después) - Brave and Strong (valiente y fuerte) | - Switching (cambiar) - Love is all Around (mira alrededor) - La gran fiesta (celebraciones) |

10.ª Temporada (2008) Cast original - Tercera formación (Kellie, Nathan, Sun, Charli, Stevie)
| - Recreo (Recreo) - We're A Family (familia) - Planet Earth (planeta tierra) - La vida hay que disfrutar (se libre) - Abracadabra (abracadabra) | - Saltar y Gritar (juventud) - Techno World (tecno mundo) - Come Alive (vive ya) |

- Creciendo junto a ti (mañana)

11.ª Temporada (2009) Segunda generación (Stevie, Casey, Fely, Lauren, Tim)
| - Detente, mira y escucha (explorar) - Vueltas das (amigos) - Fiesta en el zoológico (festejar) | - Toc, toc, toc (curiosidad) - Las 4 estaciones (mundo natural) - Me voy de vacaciones (vacaciones) | - Baile del el monstruo feliz (estar activo) - Cuentos de hadas (imaginar) - Mi osito favorito (cosas favoritas) - Navidad es Hi-5 (navidad) |

12.ª Temporada (2010)
| - La granja de Hi-5 (diversión y animales) - En las puntas de tus pies (crecer) - El baile del marciano (descubrir) | - La casa de la felicidad (hogar) - El bus del baile (hagámoslo) - El baúl de los juguetes (juguetes) | - Un aventurero soy (aventuras) - Hey presto (magia) - Música tendrás (sorpresa) |

13.ª Temporada (2011)
| - ¡Tu eres increíble! (remake) '(increíble) - Conmigo ven (remake) '(mundo marino) - L.O.V.E (sentirse bien) | - Tengo un robot (remake) '(máquinas) - Desea a una estrella '(soñar) - Cinco sentidos (remake) '(acerca de mí) | - Todos maravillosos son (remake) (amigos) - Listo o no (remake) '(juegos) - Un sonido haces tú (remake) '(música) |

14.ª Temporada (2013) Tercera generación (Stevie, Lauren, Dayen, Ainsley, Mary)
| - Entra ya! (hogar) - Tu cuerpo moverás (remake) (cuerpos) | - Atrapa tus sueños (deseos) - Hay animales (remake) (animales) | - Baile con los dinosaurios (prehistoria) |

15.ª Temporada (2014) Tercera generación - Segunda formación (Stevie, Tanika, Dayen, Ainsley, Mary)
| - Es nuestro planeta (mundo) | - Estrella supernova' (universo) - Dame cinco (remake) (saludar) - Es una fiesta (remake) (invitados) | - Recreo (remake) (jugar) |

16.ª Temporada (2015)
| - Como un animal' (baile animal) - Héroes de acción (remake) (héroes) - La vida hay que disfrutar' (remake) (amor y paz) | - Sonidos de la ciudad' (tráfico) - Un gran equipo (remake) (equipos) |  |

17.ª Temporada (2017) Cuarta Generación (Lachie, Shay, Courtney, Bailey, Joe)
| - Un baile Hi-5' (danzas) | - vamos vamos stop' (tráfico) - Colores del arco-iris' (colores) | - la gran fiesta' (remake) (celebración) |

18ª temporada (2019)
| - Tu eres increible(Remake) (Wow) | - Vacaciones (Remake) (verano)' - Superhéroes' (Aventuras) | - Vamos a jugar' (play) |

### Observaciones
- Los nombres escritos en letras negritas son el nombre de las canciones exhibidas en español e inglés, y las que no son las canciones inéditas en Latinoamérica.
- Las canciones de la temporada 8, 9 y 10 se utilizaron para Hi-5 fiesta
- En esta nueva serie, no hay un tema. Salvo después de la canción de la semana, Hi-5 explicar lo que está sucediendo en ese episodio (por ejemplo, si el episodio fue "Pets" Hi-5 explicaría el episodio es sobre animales domésticos.

## Película
Hi-5: Some Kind of Wonderful

## Exhibición en Latinoamérica
La serie fue doblada en doblajes internacionales DINT en 2007.

### Exhibición por generaciones del elenco
| Generación de la versión australiana | Canal de exhibición en Latinoamérica         | Temporadas exhibidas                    | Período de exhibimiento | Empresa de doblaje                                                                      | Horário de exhibición                                                        |
| ------------------------------------ | -------------------------------------------- | --------------------------------------- | --- | --------------------------------------------------------------------------------------- | ---------------------------------------------------------------------------- |
| Hi-5 v.1999 (1998-2008)              | -                                            | -                                       | - | - \|\| - Noviembre de 2015-Febrero 2016                                                 |                                                                              |
| Hi-5 v.2009 (2009-2011)              | Discovery Kids                               | 11, 12 a 13, más un especial de Navidad | 2 de noviembre de 2009 - 20 de marzo de 2017 (México) / 15 de abril de 2018 (Panregional) / 1 de octubre de 2018 (Argentina)   | DINT Doblajes Internacionales (Temporadas 11 a 13)                                      | / Todos los días: 10:30 y en sábados y domingos a la 1:30 p. m. y 6:30 p. m. |
| Hi-5 House (2013-2016)               | Discovery Kids (t14-t15-t16) y netflix (t16) | 14, 15 y 16                             | 17 de noviembre de 2014 - 1 de octubre de 2018 (Argentina) / 28 de julio de 2019 (Panregional) / 16 de agosto de 2021 (México) | DINT Doblajes Internacionales (Temporadas 14 y 15) / SDI Media de México (Temporada 16) | Todos los días: 2:00 a. m.                                                   |

## Discografía
- Jump and Jive with Hi-5 (1999) – #33 Australia
- It's a Party (2000) – #4 Australia
- Boom Boom Beat (2001) – #3 Australia
- It's a Hi-5 Christmas (2001)
- Celebrate (2002)
- Hi-5 Holiday (2003)
- Hi-5 Hits (and Gift Pack) (2003) – #26 Australia
- Hi-5 Christmas Gift Pack (2003)
- Hi-5 Holiday Limited Edition (Limited edition – 2004)
- Hi-5 Space Magic (2004)
- Jingle Jangle Jingle With Hi-5 (2004)
- Making Music (2005)
- Hi-5 Christmas Gift Pack (Limited Edition 2005)
- Wish Upon A Star (2006) – #57 Australia
- WOW! (2007) – #30 – Australia
- Planet Earth (2008) – #25 – Australia
- All The Best (2008)
- Spin Me Round (2009)
- Turn the Music Up! (2010)
- Sing it Loud! (2011)
- Hi-5 house hits (2014)

## Re estrenos de canciones, vestuarios y segmentos
Sólo en las canciones (de la temporada 13), ha habido repeticiones, ya que hay algunas cosas en la primera generación del programa se han repetido en varias ocasiones en la historia del programa Hi-5, como estos. Aquí están:

### Cuadros e Historias
- En la temporada 11, Stevie hizo el papel de un navegador, que era similar al Tim ( Harding) en la temporada 9.
- La Marcha de los paisajes (formas espaciales) y Danza de la Torre de Pisa (Mover) vino de la séptima temporada y más tarde en la versión americana. Más, tuvo su reinicio en el episodio 526 con Stevie y Casey
- Viaje a Irlanda y la India, fue originalmente la temporada 8 de Tim (Harding), Nathan (duende) y Kellie (Serpiente). Se repitió en el episodio 528  con Tim (Maddren), Stevie (duende) y Casey (Serpiente).
- Tim (Maddren) reproducido en el episodio 537, a imitación del sonido de los deportes. Que originalmente vinieron de la temporada 9 con Tim (Harding).
- El conductor del autobús que lleva oso Amigos que fue originalmente Nathan en la temporada novena se repitió por Stevie en la temporada 13.
- En el episodio 536, la clase actual replica la "Rock Loco", que venía de la temporada 4 en 2002.
- La casa de Chini se repitió por Casey en el episodio 543, que vino de la temporada octavo con Kellie.
- En el episodio 541, Stevie reproduce el "perro-robot". Esto podría hacerse por Nathan (primera versión) y la versión americana por Shaun.
- Tim (Maddren), Stevie y Casey reimprimieron los "castores bueno de rima" en el episodio 543. También llegada de la temporada 8, donde los castores eran Tim (Harding), Nathan y Kellie.
- En el episodio 21, Casey  repriso el viaje a la azotea de su predecesor misma.
- Tim (Maddren) y su banda, que se reproduce a partir de sus predecesores, y su abuelo aftas sapo en el episodio 547. La diferencia es que la formación original tenía cuatro de Hi-5, mientras que en el presente, son los cinco miembros.
- En el episodio 549, Fely reprodujo el "Mundo de Burbujas", que entró en la misma temporada 8 con Kathleen.
- Las dos Personajes (protagonista del mismo nombre y lírica pirata) fueron las dos historias, simplemente cambiando el elenco y tuvo dos secuencias: la primera fue en la temporada 3 (adaptado para la primera temporada en los EE.UU., se ve en Latinoamérica) y segundo fue exhibida en los episodios 532 y 534.

### Vestuarios
Algunos uniformes y (o) fantasías de Hi-5 anterior fueron reutilizados por el elenco del passado. Por ejemplo:
- Fely Irvine llevaba el uniforme rojo del "Tengo un Robot" Karla Mosley en la 11 ª temporada;
- Stevie Nicholson vestía el uniforme naranja Curtis Cregan en el episodio 4 (temporada 11) y también en el episodio 19 (temporada 13)
- En el mismo episodio, Tim Maddren  azul  uso uniforme  Shaun Corbett, excepto el chaleco mientras Fely Irvine llevaba el vestido de Kathleen Jones que fue utilizado en la canción " Planeta Disco " ( " Planeta Disco ", en la traducción );
- Casey Burgess chaleco parcialmente vestida Jenn   Hind (azul transparente) con la blusa Kimee ' (Rosa), se muestra en el episodio 45 (estación 11 - número de episodio en Brasil);
- En la historia titulada "Máquina de viajes",   Casey llevaba el uniforme espacial Charli Robinson ', que fue utilizado en la canción " Hi- 5 Base de Oter Space" ( "Hi- 5 se basa en el espacio Sideral " en la traducción ), que también apareció con el mismo traje en el contexto de las palabras, tanto de la temporada 11;
- Ella también utilizan la fantasía geisha su predecesor misma además de la misma songlet. Esto sucedió en la 12 ª temporada;
- At the Disco Chini ' en la temporada 11: partes Fely ', Stevie  y  Casey utilizados del uniforme de la primera versión de "Wish Upon a Star" (el " Su estrella será brillar ", doblaje canción existente en la segunda versión).
- Nota sobre la historia titulada " Vo jugar solo! " la episodio 8 (11 temporada) en la que Tim   caracteriza vaquero, observe que la blusa roja ( abotonado misma ) se utilizó para  Curtis Cregan  para la canción " Si te fijas en mí. "
- En el video musical " Me encanta aventurarse " ( la 12 ª temporada ), tenga en cuenta que en la esquina trasera del centro, era la camisa  Curtis  utilizado en la canción " Norte, Sur, Este, Oeste. "
- Tenga en cuenta que los mismos trajes fueron utilizados específicamente para los episodios de Hi- 5:

Fantasy ** Cangrejo Naranja: Lauren, Fely, Tim y Stevie
Bee Costume **: Casey, Stevie y Tim

## Créditos
| Creadora Helena Harris Compositor Chris Harriott Cocreadora Posie Graeme- Evans Músicos de fondo Leone Carey Lisa Hoppe Helena Harris Amy Harris Chris Phillips Chris Harriott Kellie Crawford Nathan Foley Tim Harding Kathleen de Leon Jones Charli Delaney Catherine Thiele Russel Burton Andrew Einspruch Emma-Jane Dann Valerie Foley Tamra Palmer | Coreógrafos Catherine Thiele (Temporadas 1, 3, 4 e 6) Kim Fowler (2.ª Temporada) Cameron Mitchell (Temporadas 5 e período 2005-2008) Leah Howard (2009-2012) Directores de música de fondo Ian Munro Russel Burton Bryan Newton David Summons Jonathan Geraghty Directores de Creación Nadia Benussi (1998-2008) Julie Lynch (2009-2012) Executivo de Producción Martin Hersov Productores Executivos Helena Harris (1998-2008) Noel Price (2008-2012) Julie Greene | Producido por Kids Like Us (1999-2006) Southern Star (2007-2012) Nine Network (1999-2012, somente na producción) Asiasons Group (Compró Hi-5 del año 2012 a actualmente) |

## Curiosidades

### Todas las temporadas
- Entre 1999 y 2011, se lanzaron 21 CD y compilaciones en Australia, ninguno de los cuales se lanzó en Brasil porque la mayoría de las canciones son inéditas (de la 3 a la 10 temporada, con excepción de la mitad de la 1, 2 y 5). y 7ma temporadas - siendo adaptada o re-grabada).
- Aunque el nombre Hi-5 Australia, así como los titulados Hi-5 v.1999 y Hi-5 v.2009 son solía diferir de las otras versiones (American y English), la serie es más conocida por el título original (Hi-5) .
- En 2012, la serie participó en cinco encuestas del canal para el maratón de los sábados, pero no ocupó el primer lugar en ninguna de ellas, aunque el maratón Hi-5 (versión 2009) se ha emitido el 22 de diciembre por orden de ubicación, como quedó en segundo lugar, lo que sucedió la última vez del año que participé. El primer lugar fue Princess of the Sea, que se emitió el 15 de diciembre de ese año.
- La gira del elenco australiano ya existe, eran 14 giras al año (incluida la actual "Wonderful"), solo en unos pocos países. No incluyó países latinoamericanos, por las versiones hechas aquí. Tanto es así que se mostró la adaptación estadounidense, y la portada oficial del grupo estadounidense estuvo haciendo algunos shows en Brasil. Además de la portada oficial de la versión australiana, realizó algunos espectáculos en América Latina (incluido Brasil) (incluido el espectáculo Hi-5 Surpresa).
- En la promoción de la nueva película de Hi-5 con la generación actual, los miembros de la serie original: Tim (Harding), Kellie, Nathan y Charli se encontraron con viejos fans en una sesión de autógrafos.[2]

### Versión 1999
- (Temporada 1) Los integrantes no vestían trajes específicos para la parte de las actuaciones musicales ni coloridos uniformes, vestían apaisaños. Sin embargo, cada miembro tenía su estilo diferente, a veces con una marca Hi-5. En algunos cuadros, por ejemplo, para interpretar a los animales, utilizaban únicamente las máscaras. También utilizan algunas piezas como capas, gafas, sombreros, etc...
- (Temporada 3) En un episodio, al final de algunos cuadros en solitario, un miembro encuentra un cuadro que dice "No abrir hasta compartir historias". Esto ocurrió en el tema "Misterios".
- (Temporada 5) Cuando Hi-5 alcanzó la marca del episodio 200, los miembros de la temporada celebraron con un pastel de cumpleaños.
- (Temporada 8) Hi-5 interpretó el hit "Take a Chance on Me" del grupo Abba en 2006. En esta actuación estaba Sun Park ese hasta entonces nuevo integrante que reemplazó a Kathleen , mientras estaba de permiso.
- (Temporada 8-10) Jup-Jup y Chini aparecieron previamente en la apertura de Hi-5 en la temporada 2006-2008, aparecen en un carro alrededor del colorido piano en la parte de atrás.
- (Temporadas 8 a 10) En los anuncios de videoconferencia de la gira Hi-5 Holliday en 2012, se insertó un logotipo de la apertura antes de la actual al principio y al final.
- En el videoclip de "Making Music" (Creando Música), el último de Hi-5 generación 2009, que comenzó a emitirse desde el 08/07/13. Observe que un niño vestía la camiseta "Hi-5: Playtime" en referencia a una de las canciones de la temporada 10.

### Películas y spin-offs
- El nombre Hi-5 House que se usa para diferenciarse de todas las versiones de la serie homónima, aunque es un derivado de la misma, cuenta como una continuación de la franquicia.
- La película Hi-5: Some Kind of Wonderful es un documental producido por Asiasons (los mismos que producirían la nueva serie). Es el homónimo de un tema interpretado en la Temporada 13, ya emitido en Brasil.

### Episodios especiales
- Ya había editado dos CDs de Navidad (el primero editado en 2001 y el segundo en 2004), además de haber realizado dos especiales de Navidad con los temas "Sleigh Ride" (más conocido por el instrumental "Passeio de Trenó") y "Viene Papá Noel".
- Los episodios estándar con temas especiales son el episodio 26 de la temporada 11 y el episodio 34 de la temporada 13. Consulte los temas de los episodios en la página Adjunto:Hi-5 Australia episodios 2da versión.
- Aunque las versiones nacionales de las canciones de Navidadina en inglés nunca se han hecho hasta ahora, solo este último especial que se tradujo a "O Santa Claus Welcome!" se mostró en Brasil.
- En el especial "O Navidad do Hi-5" de la versión 2009, no hubo llamada tradicional de los integrantes después de terminar la canción, se movió al primer cuadro. Solo en algunos DVD de la Serie Original donde no hubo llamada después de la canción, hay una parte extra donde aparece después de la apertura, cuando los miembros fueron filmados fuera del estudio y aún haciendo su llamada. Sin embargo, en el especial de 2010, su actuación fue en el estudio.
- En el especial "It's a Hi-5 Christmas" de la serie original (2003), luego de terminar la canción "Sleigh Ride", sonó de fondo la canción "Hi-5 Christmas mix" y luego de la tradicional llamada de los integrantes , hacen un mensaje navideño y presentan el especial.
- Un episodio normal dura aproximadamente 25 minutos, pero un especial es 3 veces más largo: 25 minutos en el episodio normal × 3 = 75 minutos o 1 hora y 15 minutos en el episodio especial. Esto se aplica a los tres especiales celebrados (incluido el estadounidense).
- En el episodio especial (extraído del DVD Happy Hi-5 House) recién emitido el 30 de diciembre de 2012, todas las pinturas de Lauren Brant son inéditas.